# Ergolz
L'Ergolz è un fiume della Svizzera, affluente del Reno.

## Percorso
L'Ergolz nasce nel massiccio del Giura, precisamente nella Geissflue presso Rohr, attraversa tutto il cantone di Basilea Campagna (di cui è il fiume più importante) per gettarsi nel Reno all'altezza di Augst.

## Storia
In epoca romana, il fiume forniva acqua potabile alla città di Augusta Raurica tramite un acquedotto posto all'incirca all'altezza dell'attuale Liestal. Questo acquedotto è ancora visibile oggi a Liestal e vicino all'impianto di trattamento delle acque reflue di Füllinsdorf.
A partire dal XIV secolo, molti mulini e segherie furono costruiti sul bordo dell'Ergolz, a volte trasformati nel XIX secolo in filande.
Durante il XX secolo, il tasso di inquinamento dell'Ergolz è andato aumentando fino alla costruzione, nel 1960, di diverse stazioni di depurazione lungo il suo corso.